# Kirche Hähnichen

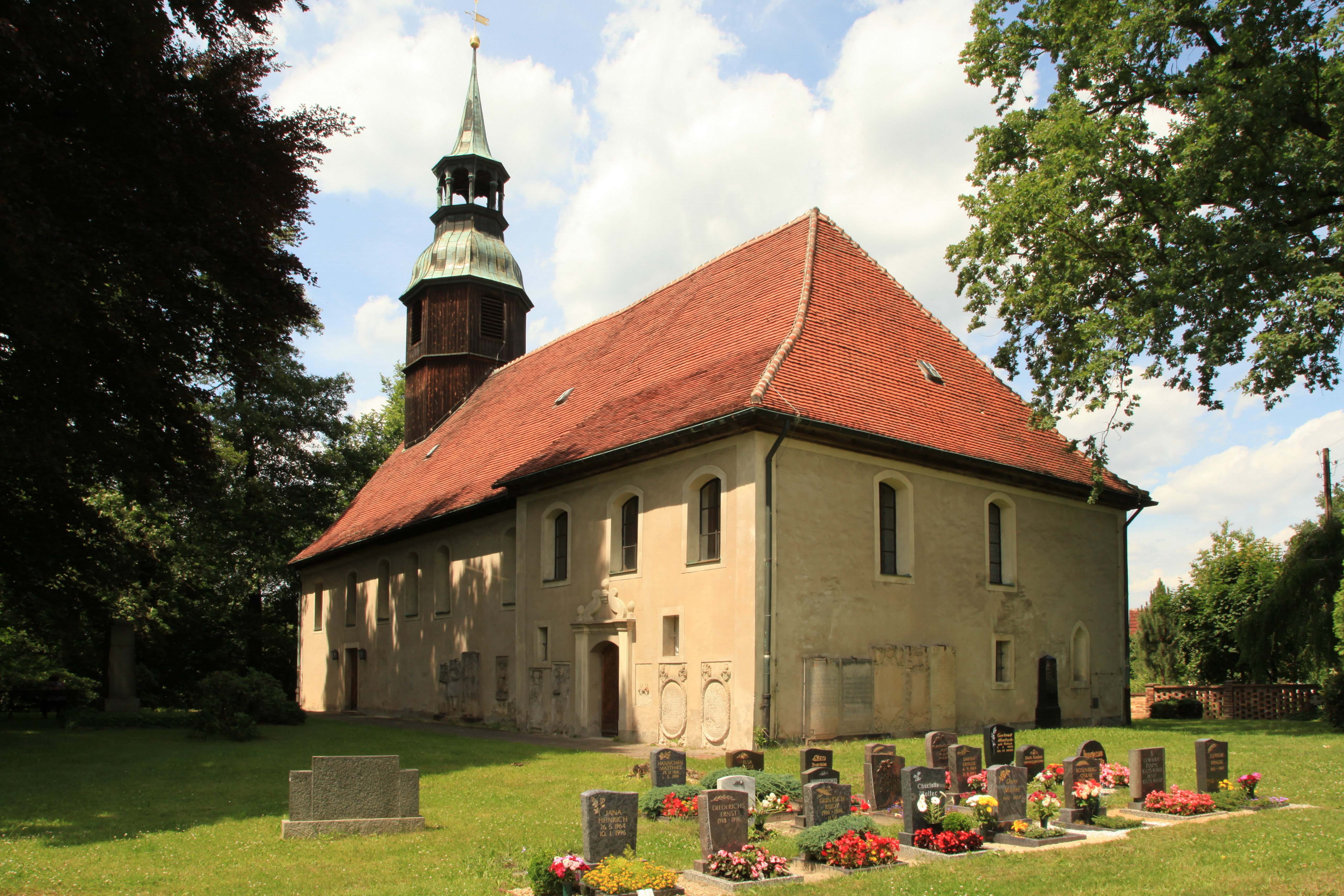
Kirche Hähnichen (2012)

Die Kirche Hähnichen ist das Kirchengebäude im Ortsteil Hähnichen der gleichnamigen Gemeinde im Landkreis Görlitz im Osten von Sachsen. Es gehört der Kirchengemeinde Hähnichen im Kirchenkreis Schlesische Oberlausitz, der Teil der Evangelischen Kirche Berlin-Brandenburg-schlesische Oberlausitz ist. Die Kirche steht als ortsgeschichtlich bedeutsames Gebäude unter Denkmalschutz.

## Architektur und Geschichte
Die Hähnichener Kirche wurde im 14. Jahrhundert gebaut und findet ihre erste urkundliche Erwähnung in der Kirchenmatrikel des Bistums Meißen. Die langgestreckte Saalkirche ist ein Bau aus Bruchsteinmauerwerk mit geradem Ostschluss und abgewalmten Satteldach. Das Kirchenschiff hat unregelmäßig angeordnete flachbogige Fenster, an der Ostwand befindet sich zudem ein kleines Spitzbogenfenster. Auf der Westseite des Kirchendachs wurde im Jahr 1783 ein hölzerner Dachreiter mit Haube, Laterne und einem achtseitigen Helm aufgesetzt. Eine Wetterfahne auf der Turmspitze deutet auf das Baujahr hin.
Der Innenraum der Kirche ist flachgedeckt. An der Nord- und Südseite sind zwei Logen mit flachbogigen Öffnungen angebaut. An Ost- und Westseite stehen zwei hölzerne Emporen. Unter der nördlichen Loge liegt die Sakristei, deren Inneres tonnengewölbt ist. An der Südwand ist noch ein sehr schlecht erhaltenes spätgotisches Wandgemälde zu erkennen.

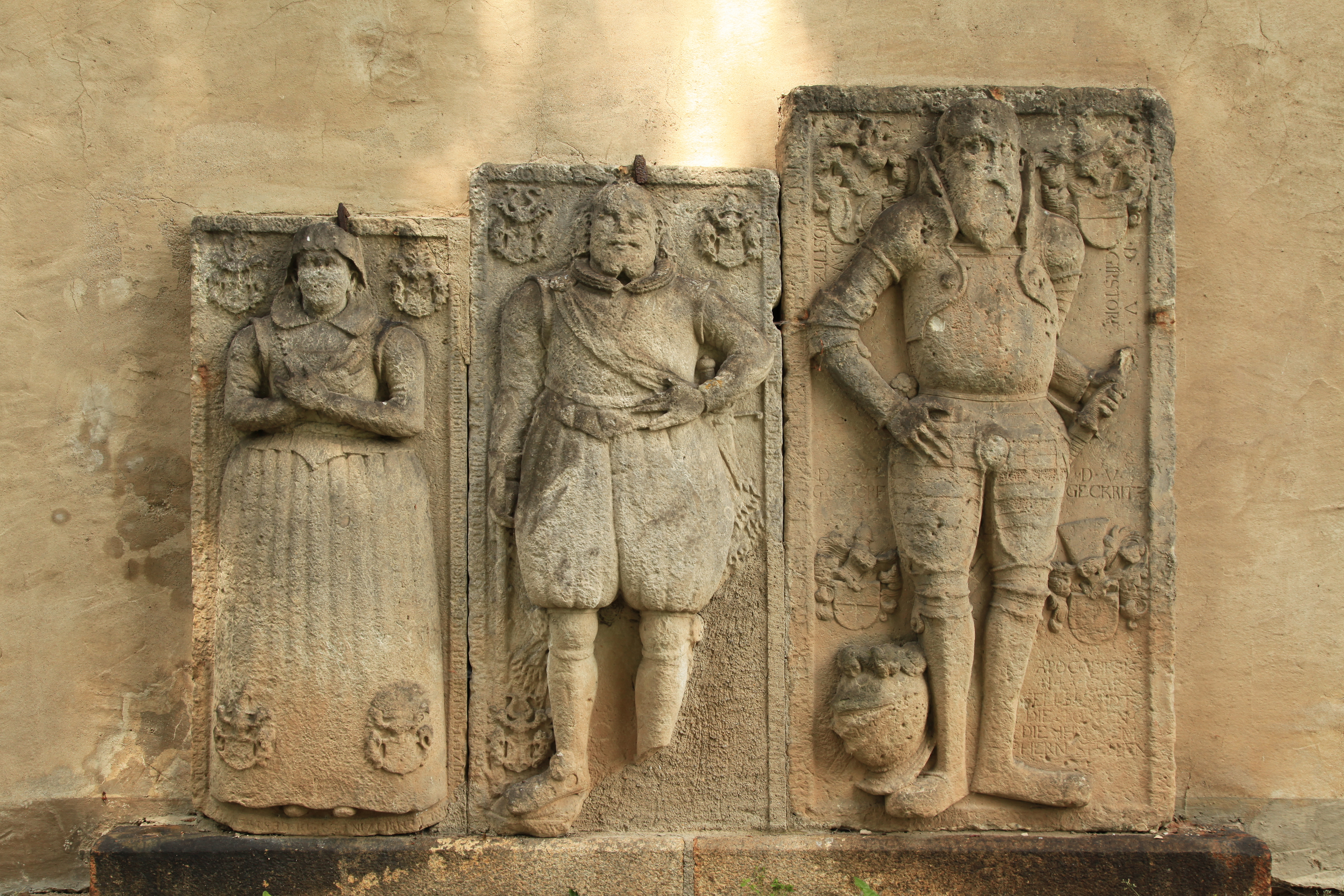
Grabplatten an der Außenwand

Im Inneren und an der Außenwand sind zahlreiche Inschriftgrabsteine aus der Zeit zwischen dem 16. und dem 19. Jahrhundert angebracht. An der Nordseite des Chors liegt ein Grabdenkmal für Hans von Deupold († 1590), an den Außenwänden sind die Denkmale für einen 1597 verstorbenen Namensvetter, für Helene von Nostitz († ca. 1625) sowie für die im Kindesalter verstorbenen Hieronymus von Deupold d. J., Hans Heinrich von Nostitz († 1654) und Hans Christoph von Schurtz († 1670) angebracht. Alle Grabdenkmäler sind mit Reliefs der Verstorbenen sowie den Familienwappen der verschiedenen Patronatsfamilien verziert.

## Ausstattung
Der prachtvolle und reich geschnitzte Altar der Hähnichener Kirche wurde von Theodor Pausewein angefertigt und wird auf das Jahr 1709 datiert. Auf dem Retabel ist die Dreifaltigkeit dargestellt: In einem ovalförmigen Feld ist Christus mit Siegesfahne und darüber der Heilige Geist sowie der Gottvater mit einer Weltkugel abgebildet. Im Blattwerk sind die Familienwappen der Herren von Gablenz, Mutschelwitz, Schönberg und Dieskau enthalten. Der Altar wurde zwischen 1988 und 1993 restauriert. Des Weiteren gehören eine schlichte hölzerne Kanzel aus dem Jahr 1710 und ein kniender Taufengel aus der gleichen Zeit zur Kirchenausstattung.
Die älteste der Kirchenglocken wurde im Jahr 1482 gegossen. In der Kirche befindet sich eine Orgel mit zwölf Registern eines unbekannten Erbauers, die 2002 von der Orgelbaufirma Soldan aus Niesky saniert wurde.

## Kirchengemeinde
Vor der Reformation gehörte die Kirchengemeinde Hähnichen zum Dekanat Görlitz. Spätestens 1579 wurde die Reformation eingeführt. Zur Kirchengemeinde Hähnichen gehören neben dem Pfarrdorf Hähnichen noch die Orte Quolsdorf, Spree und Trebus. Der Ort Spree wurde 1967 aus Rothenburg umgepfarrt. Die Dörfer Neuhof und Neu-Särichen sowie ein Teil von Niesky gehörten bis 1895 ebenfalls zur Kirchengemeinde Hähnichen und wurden nach der Gründung der Kirchengemeinde Niesky in diese umgepfarrt.
Bis 1945 gehörte Hähnichen zur Evangelischen Landeskirche der älteren Provinzen Preußens. Nach deren Zerfall kam die Kirchengemeinde zur Evangelischen Kirche in Schlesien, dort gehörte sie zum Kirchenkreis Rothenburg II, der 1949 in Kirchenkreis Weißwasser umbenannt wurde. Die Evangelische Kirche in Schlesien änderte ihren Namen später in Evangelische Kirche der schlesischen Oberlausitz und fusionierte am 1. Januar 2004 mit der Evangelischen Kirche in Berlin-Brandenburg zur Evangelischen Kirche Berlin-Brandenburg-schlesische Oberlausitz. Im Januar 2007 schlossen sich der Kirchenkreis Weißwasser und die Kirchenkreise Görlitz und Niesky zum Kirchenkreis Niederschlesische Oberlausitz zusammen, seit 2014 gehört Hähnichen zum Kirchenkreis Schlesische Oberlausitz. Zusammen mit den Kirchengemeinden Daubitz, Kosel und Rietschen bildet Hähnichen den Pfarrsprengel am Weißen Schöps.